# 科勒河畔埃屈里
科勒河畔埃屈里（法語：Écury-sur-Coole，法語發音：[ekyʁi syʁ kɔl]）是法国马恩省的一个市镇，属于香槟沙隆区。

## 地理
科勒河畔埃屈里（48°53'42"N, 4°20'5"E）面积18.3 平方千米，位于法国大東部大區马恩省，该省份为法国东北部内陆省份，北起阿登省，西北接埃纳省，西南接塞纳-马恩省，南至奥布省，东南接上马恩省，东临默兹省。
与科勒河畔埃屈里接壤的市镇（或旧市镇、城区）包括：科吕、舍尼耶、科勒河畔尼斯芒、科勒河畔布勒沃里、科勒河畔圣康坦、马恩河畔迈里、索尼欧穆兰、萨里。

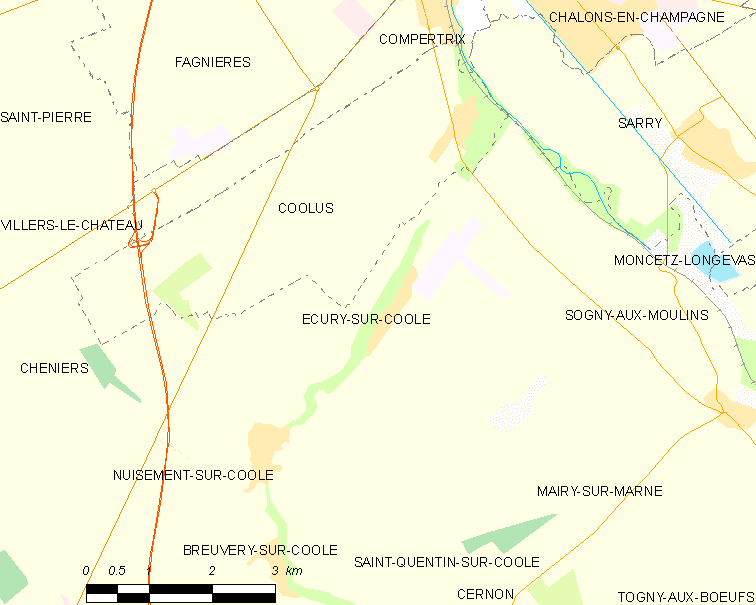
科勒河畔埃屈里的OSM定位图

科勒河畔埃屈里的时区为UTC+01:00、UTC+02:00（夏令时）。

## 行政
科勒河畔埃屈里的邮政编码为51240，INSEE市镇编码为51227。

## 政治
科勒河畔埃屈里所属的省级选区为香槟沙隆第三县。

## 人口

1962-2008年间科勒河畔埃屈里人口变化图示

科勒河畔埃屈里于2022年1月1日时的人口数量为491人。